# Grauer Mann

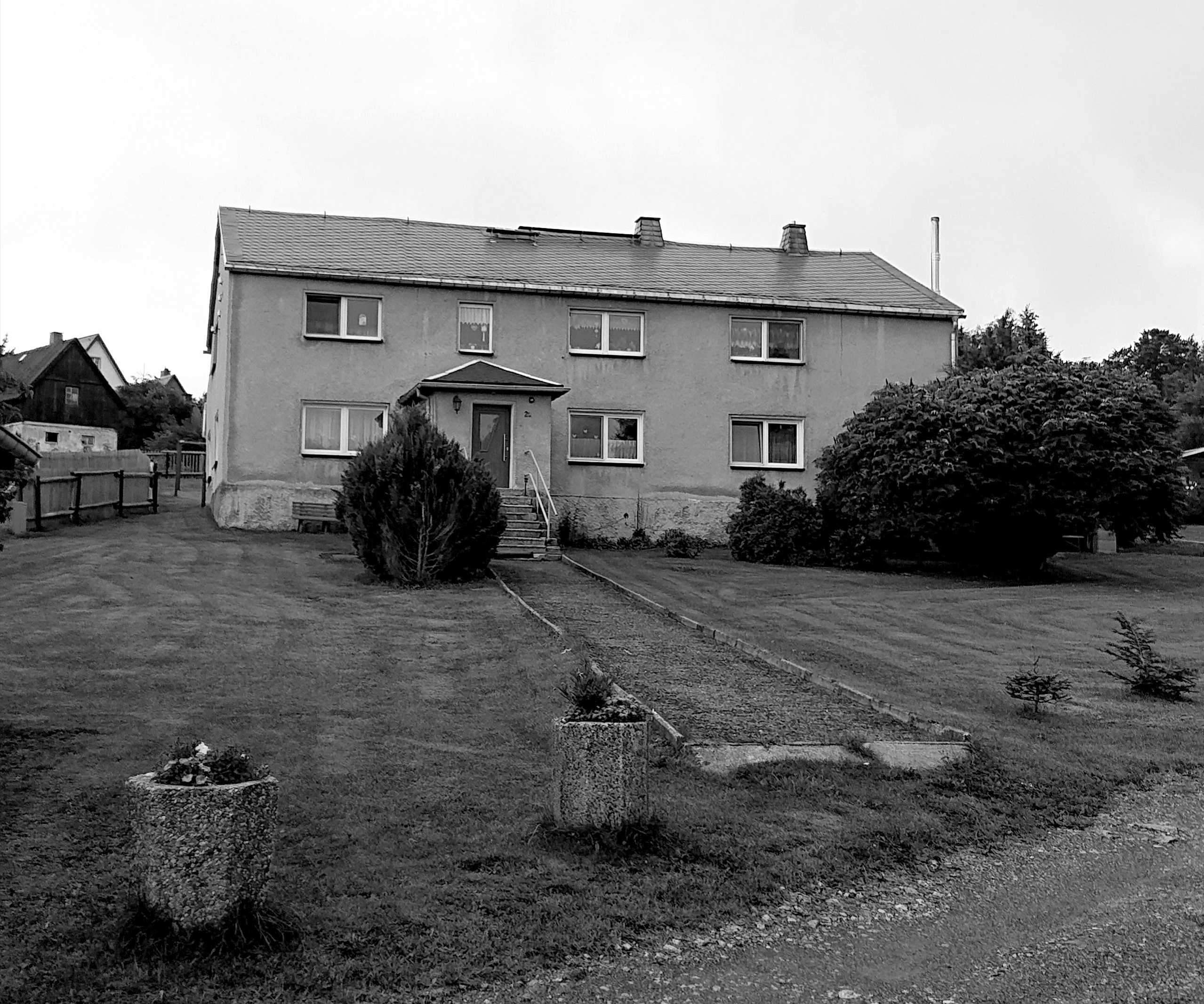
Zum Wohnhaus umgebautes Huthaus Grauer Mann

Grauer Mann ist ein stillgelegtes Bergwerk im Bergbaurevier Johanngeorgenstadt im sächsischen Erzgebirge. In den Akten zur Betriebsgeschichte findet sich sehr häufig die Schreibweise Grauermann Fundgrube bzw. Stolln.

## Lage
Das Grubenfeld befindet sich am oberen hinteren Fastenberg in der Nähe der Eibenstocker Straße in Johanngeorgenstadt. Der Bereich ist von mehreren Halden des Altbergbaus gekennzeichnet, die als einzige Reste der Betriebsgeschichte dieses Berggebäudes erhalten geblieben sind.

## Geschichte
Die Fundgrube Grauer Mann wurde im Quartal Reminiscere 1707 gemutet und auch bestätigt. Der Grauermann Stolln zur notwendigen Wasserlösung wurde bei etwa 850 m ü. NHN angeschlagen. Laut Engelschalls Stadtchronik wurde dieses Berggebäude im Jahr 1716 erstmals fündig und lieferte bis 1722 21 kg Silber. Die Churfürstlich Sächsische Generalschmelzadministration verzeichnet hingegen erst ab 1720 Silberlieferungen. Im Jahr 1735 konsolidierte man u. a. wegen Gangstreitigkeiten, sowie aus wirtschaftlichen Gründen mit der benachbarten Grube Wilder Mann. Im Zusammenhang dieser beiden vereinigten Bergbebäude verzeichnet man ein unregelmäßiges Silberausbringen bis ins Jahr 1766. Der detaillierte Aufschluss, von welchen Gängen die Silberlieferungen nach der Konsolidation stammen, ist noch nicht möglich. Über die Jahre nach 1770 lassen sich fast keine Nachrichten zur Betriebsgeschichte finden oder sind nicht vorhanden. Um 1823 wurde der Betrieb im Grubenfeld durch Wildermann wieder aufgenommen, ohne das Grauermann je wieder als einzelnes Berggebäude existierte. Das ehemalige Grubenfeld wechselte im Jahr 1922 in den Besitz der Gewerkschaft Vereinigt Feld im Fastenberge, weil Wildermann von dieser übernommen wurde. Die erhaltene Halde der Grube ist heute ein technisches Denkmal.
Die vorhandenen Auffahrungen wurden Ende der 1940er-Jahre durch die geologische Abteilung des Objektes 01 der Wismut AG untersucht. Dabei wurden keine bauwürdigen Uranvererzungen festgestellt.